# Gibsonburg
Gibsonburg is een plaats (village) in de Amerikaanse staat Ohio, en valt bestuurlijk gezien onder Sandusky County.

## Demografie
Bij de volkstelling in 2000 werd het aantal inwoners vastgesteld op 2506.
In 2006 is het aantal inwoners door het United States Census Bureau geschat op 2478, een daling van 28 (-1.1%).

## Geografie
Volgens het United States Census Bureau beslaat de plaats een oppervlakte van
6,6 km², waarvan 6,5 km² land en 0,1 km² water.

## Plaatsen in de nabije omgeving
De onderstaande figuur toont nabijgelegen plaatsen in een straal van 12 km rond Gibsonburg.